# シコク
シコク（しこく）は、福祉用具を扱う香川県さぬき市の企業。独自ブランド「微笑」シリーズは、開発から製造まで一貫体制で手掛ける。もとは建築金物を製造していたが、のちに福祉用品を扱うようになった。